# Tony Mordente
Pour les articles homonymes, voir Mordente.
Anthony C. Mordente, dit Tony Mordente, né le 3 décembre 1935 à New York (État de New York) et mort le 11 juin 2024 dans le Nevada,, est un acteur, danseur, chorégraphe et metteur en scène américain. Il a tenu un des rôles principaux dans la comédie musicale West Side Story en 1957 à Broadway.

## Filmographie

### Acteur

#### Télévision

##### Téléfilms
- 2004 : Natalie Wood : Le Prix de la gloire, téléfilm de Peter Bogdanovich : lui-même

##### Séries télévisées
- 1993-1998 : Walker, Texas Ranger
- 1997-2003 : Sept à la maison
- 1998-1999 : La croisière s'amuse, nouvelle vague

#### Cinéma
- 1961 : West Side Story de Robert Wise et Jerome Robbins
- 1962 : Le Jour le plus long (non crédité)

### Réalisateur
- 1984 : Young Hearts, téléfilm